# Tillandsia fusiformis
Tillandsia fusiformis är en gräsväxtart som beskrevs av Lyman Bradford Smith. Tillandsia fusiformis ingår i släktet Tillandsia och familjen Bromeliaceae. Inga underarter finns listade i Catalogue of Life.